# Александър Попов (лекар)
Вижте пояснителната страница за други личности с името Александър Попов.
Александър Андонов Попов е български лекар рентгенолог, писател, общественик, народен представител в VII велико народно събрание (1990 – 1991) от Съюза на демократичните сили.

## Биография
Роден е на 25 септември 1927 г. в Пазарджик в семейството на Андон и Анка Попови. През 1946 г. завършва Пазарджишката мъжка гимназия като първенец на випуска и записва медицина в София. Дипломира се през 1952 г. и работи първоначално като участъков лекар в село Ленище, Ардинска околия, и село Дорково, община Велинград През 1958 година се установява във Велинград, където живее до края на живота си. През 1959 г. сключва граждански брак с Елена Виденова, а през 1960 г. се раждат близнаците им Анна и Асен. Работи в Санаториума на трудещите се селяни и в Курортната поликлиника. Специализира рентгенова диагностика. От 1972 до 1984 г. е завеждащ рентгеновото отделение към Общинската болница.
След пенсионирането си през 1984 г. продължава да работи като консултант в МБАЛ Велинград и Диагностичния център „Здраве“ до 2016 година.
След политическата промяна през 1989 година е номиниран за кандидат от Съюза на демократичните сили в изборите за Велико народно събрание в 92-ри едномандатен Велинградски район. На балотажа генерал Атанас Семерджиев печели избора с 51% срещу 49% за д-р Александър Попов. След избора на Семерджиев за вицепрезидент на 30 септември 1990 г. се провеждат нови избори за попълване на освободения мандат. Александър Попов печели с 59% срещу 39% за кандидата на Българската социалистическа партия. На 12 юли 1991 година е сред подписалите Конституцията на Република България. След разпускането на Великото народно събрание пише мемоарната книга „Великото изпитание“ (1995), в която споделя преживяното в парламента. Членува в Дружеството на писателите в Пазарджик и Литературния клуб във Велинград. Член е на настоятелството и почетен член на читалище „Св. св. Кирил и Методий“ в квартал Чепино – Велинград.
През 2017 година обществеността във Велинград отбелязва неговата 90-годишнина. Умира на 6 септември 2021 г. във Велинград

## Творчество
Автор е на разкази, повести, мемоарно-публицистични книги, есета и рецензии.
Участва със статии в местния и централния печат, в които ратува за зряла демократична култура и автентично гражданско общество. Първите му творби са подписани с псевдонима Александър Антонов.

### Книги
- Антонов. Александър. Най-хубавите години. София. Народна младеж, 1962. (повест)
- Антонов, Александър. Капки смола. Пловдив, Христо Г. Данов, 1973 (повест)
- Антонов, Александър. Чудодейният извор. Разкази от мъжката баня. [Пазарджик]: Гелин, 1994.
- Попов, Александър. Великото изпитание. София, Слов-Д, 1995 (спомени, публицистика). ISBN 954-8291-07-X
- Попов, Александър. Неизреченото. Спомени. София, Литературен форум, 1997. ISBN 954-9502-04-X
- Попов, Александър. Земята на онемелите. София, Литературен форум, 2001. ISBN 954-740-018-5
- Попов, Александър. Раздумка. Разкази, есета, публицистика. Пазарджик, Беллопринт, 2004. ISBN 954-684-118-8 [7]
- Попов, Александър. Земята на моя народ. Есета. Пазарджик, Белопринт, 2007. ISBN 978-954-684-177-3 [8]
- Попов, Александър. Гибел. Историята на една смъртна присъда. София, Литературен форум, 2009. (съдържа сведения за смъртната присъда на Живко Трендафилов Делков) ISBN 978-954-740-040-5 [9]
- Попов, Александър. В недрата на отминалото. Избрано. Пазарджик, Рони дизайн, 2010 (спомени, избрано) ISBN 978-954-684-285-5 [10]
- Попов, Александър. Приумици и отломки. Пазарджик, Рони дизайн, 2013. (афоризми) ISBN 978-954-684-340-1
- Попов, Александър. За мястото ни под слънцето. Роман. Пазарджик, Беллопринт, 2015. ISBN 978-954-684-390-6
- Попов, Александър. За мястото ни под слънцето. Варна, ЕИ „LiterNet“, 2017 (електронно издание; съдържа 2-ра част – продължение на печатното издание от 2015)

### Статии, есета, интервюта
- Депутатът от ВНС д-р Александър Попов: Социализмът превърна лекарите в чиновници. Интервю от Георги Асиов. // Минаха години (40). София, 4 октомври, 2011.
- Попов, Александър. Едно изгубено поколение : Началото (1944 – 1956 г.) // Чепинец (16). Велинград, 16 – 23 април 1992.
- Попов, Александър. Загубим ли вяра в истината и справедливостта, губим всичко: Слово по случай 90-годишнината на д-р Александър Попов. // Велинградски Темпо новини (46). Велинград, 14 – 20 ноември 2017, стр. 7. Онлайн : https://www.tempo.velingrad.com/modules.php?name=News&file=article&sid=13294
- Попов, Александър. Откровенията на един българофил. // Велинградски Темпо новини (21). Велинград, 20 – 26 май 2014, стр. 7. Онлайн : https://www.svobodata.com/page.php?pid=13673&rid=11104&archive
- Антонов, Александър. Почетно, достойно звание. // Чепинец (3(509)). Велинград, 20 януари 1990. (за професионалния и творчески път на поета и учителя Ангел Горанов)
- Александър Попов. Преди да създадем демокрацията, трябва да създадем демократи. Интервю. // Виделина, 5.07.2002, стр. 11.
- Попов, Александър. Призвание и съдба // Литературен форум (2). София, 01.01. 2013, с.11. (За преводача Стоян Бакърджиев).
- Попов Александър. Споделено. // Велинградски Темпо новини (20 (478)). Велинград, 13 – 19 май 2003, стр. 4 (за стихосбирката „Сълза в окото“ от Иван Коев).
- Попов, Александър. Споделено III. // Велинградски Темпо новини (38). Велинград 17 – 23 септ. 2002.
- Попов, Александър. Тоталитаризъм и посттоталитаризъм в многострадална България. // Велинградски Темпо новини (112). Велинград, 18 – 24 март 2014.
- Попов, Александър. 30 години назад: романтичният период на демокрацията във Велинград. // Велинградски Темпо новини (23). Велинград, 16 – 22 юни 2020, стр. 7.

### Рецензии
- Попов, Александър. Audiatur et altera pars: за книгата на проф. Тодор Балкански „Партизанският терор и вартоломеевите нощи в пазарджишкото краище“ // Пазарджишка Марица, 7 май, 2008.
- Попов, Александър. За книгата „Методи Шаторов“ между македонизма и българизма“ от Тодор Балкански // Виделина, 11.10.2006. стр.1,4,5.
- Попов, Александър. За крушението на една идеология // Велинградски Темпо новини (30) 23 – 29 юли, 2013. (отзив за книгата „Посмъртна изповед“ на Денчо Знеполски). Онлайн: http://www.svobodata.com/page.php?pid=10378&rid=6
- Попов, Александър. За „Миналото на Ракитово“ от Петър Гелин // Велинградски Темпо новини (брой 36) 4 – 10 септ. 2007.
- Попов, Александър. Проблемът талант и характер в „Подреждане на балната зала“ на Н. Иванов // Виделина, 21.11.2006.
- Попов, Александър. Път към истината: за книгата „Българският комунизъм“ на проф. Ивайло Знеполски // Велинградски Темпо новини (41) 7 – 13 окт. 2014, стр. 7.

## Награди
- Награда за разказ на вестник „Народна младеж“, 1957.
- Носител е на Почетния знак на Българския лекарски съюз.[2]